# 100 Years (Kurzfilm)
100 Years (dt. „100 Jahre“) ist ein experimenteller Science-Fiction-Film, der von John Malkovich geschrieben und von Robert Rodriguez inszeniert wurde. Der Kurzfilm soll, beworben im Jahr 2015 mit dem Slogan „The Movie You Will Never See“ (dt. Der Film, den Sie niemals sehen werden), am 18. November 2115 veröffentlicht werden, wobei die 100-jährige Spanne der Zeit entspricht, die es braucht, bis eine Flasche Louis XIII Cognac vollständig gereift ist und an den Verbraucher verkauft werden kann. Die Besetzung des Films besteht aus einem internationalen Ensemble mit dem amerikanischen Schauspieler John Malkovich, der taiwanesischen Schauspielerin Shuya Chang und dem chilenischen Schauspieler Marko Zaror.

## Produktion
Malkovich und Rodriguez gaben im November 2015 bekannt, dass sie sich mit Louis XIII Cognac, im Besitz von Rémy Martin, zusammengetan hatten, um einen Film zu erstellen, der von den hundert Jahren inspiriert war, die es braucht, um eine Flasche Louis XIII herzustellen. Obwohl die Handlung des Films ein vollständiges Geheimnis bleibt, veröffentlichten Malkovich und Rodriguez am 18. November 2015 drei Teaser-Trailer: Retro, Nature und Future.
Rodriguez erklärte in einem Interview 2019:

„I was making several short films for them, and I finished that one first, we shot that one first, I thought that was gonna be a commercial or something. And then I showed them the movie and they said 'Yeah, that's great, that's great. That's the one we lock away.' And I said 'What? That's the one you lock away? What about the other one with the future--   'No, that's the commercial.' [...] The one that I was most attached to was the one they locked away.“

„Ich drehte mehrere Kurzfilme für sie, und ich beendete diesen zuerst, wir drehten den hier zuerst, ich dachte, das würde ein Werbespot oder so sein. Und dann zeigte ich ihnen den Film und sie sagten: ‚Ja, das ist großartig, das ist großartig. Das ist derjenige, den wir wegsperren.‘ Und ich sagte: ‚Was? Das ist der, den Sie wegsperren? Was ist mit dem Anderen, mit der Zukunft...‘ ‚Nein, das ist der Werbespot.‘ [...] Derjenige, dem ich am meisten verbunden war, war derjenige, den sie wegsperrten.“

Während die weiteren Details des Films geheim gehalten werden, wurde die Rollenverteilung dreier Schauspieler, John Malkovich und Shuya Chang als Protagonisten und Marko Zaror als Antagonist, veröffentlicht.

## Veröffentlichung
Bis zur Veröffentlichung wird der Film in einem High-Tech-Safe hinter Panzerglas aufbewahrt, der am 18. November 2115, dem Tag der Filmpremiere, automatisch geöffnet wird. Tausende von Gästen aus allen Ländern der Welt, darunter auch Malkovich und Rodriguez, haben jeweils zwei Einladungskarten aus Metall zur Premiere erhalten, die sie an ihre Nachkommen weitergeben können. Der Safe, in dem 100 Years aufbewahrt wird, wurde auf dem 2016 Cannes Film Festival und in verschiedenen anderen Städten präsentiert, bevor er nach Cognac in Frankreich und in die Keller von Louis XIII Cognac zurückgebracht wurde.

## Musikproduktion
100 Years, ein Lied komponiert von Pharrell Williams in Zusammenarbeit mit Louis XIII Cognac, wird im November 2117 veröffentlicht werden.